# Günter Howe
Ernst Günter Howe (* 16. August 1908 in Hamburg; † 27. Juli 1968) war ein deutscher Mathematiker und Physiker, der sich vor allem mit Grenzfragen zwischen Theologie und Naturwissenschaft beschäftigte.

## Leben
Howe wuchs in Lübeck auf, wo er am Johanneum sein Abitur machte. Ab 1926 studierte er an den Universitäten Rostock und Hamburg Physik und Mathematik (vor allem bei Wilhelm Blaschke, bei dem er 1930 eine Dissertation Zu einem Flächennetz diagonale Kurvenscharen anfertigte). Anschließend arbeitete er als Lehrer, unter anderem an der Marineschule Mürwik.
Seit den 1930ern in der Bekennenden Kirche und der Berneuchener Bewegung engagiert, trat er 1947 in den Dienst der Evangelischen Forschungsakademie Christophorus-Stift in Hemer. Hier beschäftigte er sich vor allem mit dem Gespräch zwischen Physik und Theologie, wozu er zusammen mit Carl Friedrich von Weizsäcker ab 1949 jährliche Tagungen an der Universität Göttingen durchführte. In der Denkfigur der Komplementarität und dem Gedanken der Nichtobjektivierbarkeit sah er Verbindungen zwischen moderner Theologie und Quantentheorie. Ein weiterer Schwerpunkt war das Gespräch zwischen Kunsthistorikern und Theologen.
Als das Christophorus-Stift 1958 in der Forschungsstätte der Evangelischen Studiengemeinschaft in Heidelberg aufging, setzte er dort und am Kernforschungszentrum Karlsruhe die Gespräche mit Naturwissenschaftlern fort. Hieraus entwickelte sich zusätzlich ein Engagement gegen die nukleare Aufrüstung, die er 1961 im maßgeblich von ihm initiierten Tübinger Memorandum kritisierte.
Die Theologische Fakultät der Universität Heidelberg gab Howe einen Lehrauftrag und ernannte ihn 1967 zum Honorarprofessor.

## Schriften (Auswahl)
- Vorbemerkungen zum Gespräch zwischen Theologie und Physik. In: Evangelische Theologie, 1947.
- Zur Überwindung des Säkularismus in der Wissenschaft.
- Gespräch zwischen Theologie und Physik (= Glaube und Forschung. Veröffentlichungen des Christophorus-Stiftes in Hemer, Bd. 2). Freizeiten Verlag, Gladbeck 1950.
- Zu den Äußerungen von Niels Bohr über religiöse Fragen. In: Kerygma und Dogma 4 (1958), S. 20–46.
- Gottesglaube im Atomzeitalter. Calwer, Stuttgart 1959.
- Mensch und Physik. Eckart, Witten [u. a.] 1963.
- Kriegsverhütung und Friedensstrukturen. Eine Studie über den Vertrag zur Nichtverbreitung von Kernwaffen. Mohn, Gütersloh 1968.
- Die Christenheit im Atomzeitalter. Vorträge und Studien. Klett, Stuttgart 1970.
- Gott und die Technik. Die Verantwortung der Christenheit für die wissenschaftlich-technische Welt. Furche, Hamburg 1971.

Als Herausgeber
- Atomzeitalter, Krieg und Frieden. Ullstein, Frankfurt/M. [u. a.] 1959.
- Das Gottesbild im Abendland. Eckart, Witten/Berlin 1957.
- (mit Heinz Eduard Tödt): Frieden im wissenschaftlich-technischen Zeitalter. Kreuz, Stuttgart 1966.